# Schönrath (Köln)

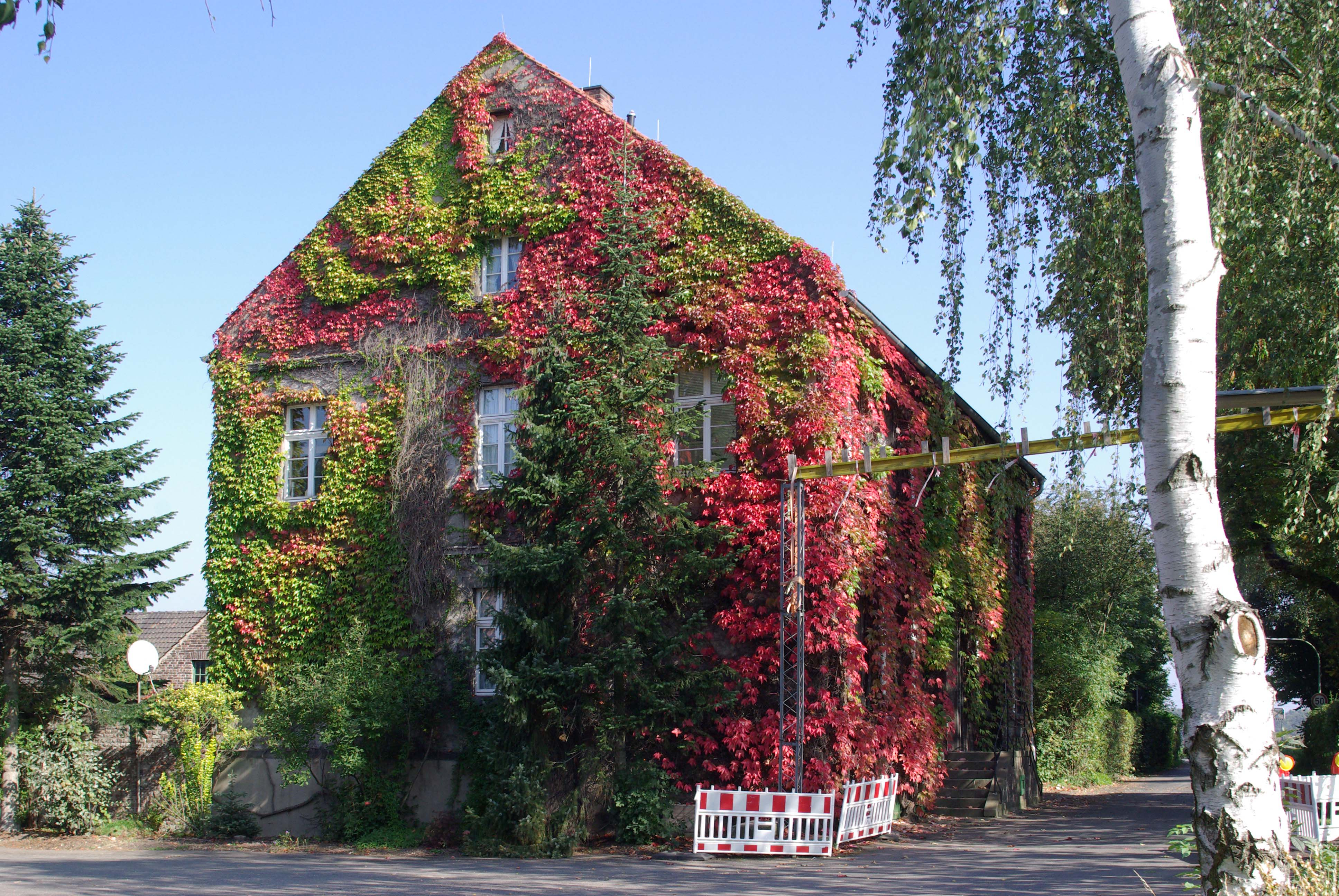
Schönrath, Wohnhaus, 2011

Schönrath ist ein Gutshof im rechtsrheinischen Köln, im Bereich des Stadtteils Höhenhaus, Am Flachsrosterweg 33.

## Lage

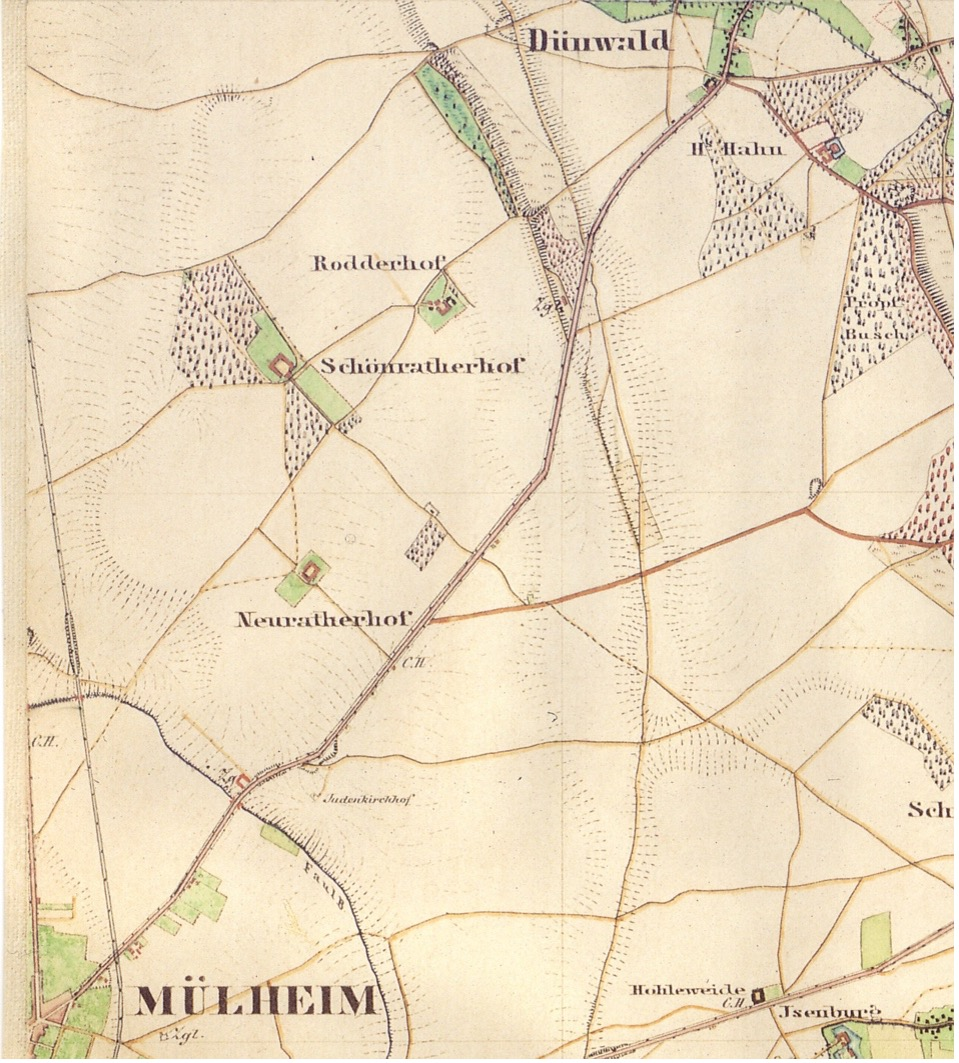
Topographische Karte Neurath und Schönrath

Ursprünglich lag Schönrath vollkommen frei, etwa mittig zwischen dem ehemaligen Prämonstratenserkloster in Dünnwald, dem zerstörten Schloss in Stammheim und Mülheim am Rhein. Heute findet es sich eingezwängt zwischen der A 3 im Westen, der Bahnstrecke Gruiten–Köln-Deutz im Osten und dem Dünnwalder Kommunalweg im Norden wieder.
Seit Gründung des Stadtteils Höhenhaus 1934 gehört Schönrath zu diesem. Bis zur Eingemeindung der Bürgermeisterei Merheim nach Köln und ihrer Herauslösung aus dem Landkreis Mülheim zum 1. April 1914, war der Hof ein Teil der Katastergemeinde Dünnwald innerhalb der Bürgermeisterei Merheim. Noch heute wird er in Kataster und Grundbuch unter der Gemarkung Dünnwald geführt.

## Geschichte
Schönrath war jahrhundertelang Eigentum der ehemaligen Zisterzienserabtei zu Altenberg. Der mündlichen Überlieferung nach soll im 14. Jahrhundert ein Ritter namens Sigwin seinen Rittersitz Schoenroide zwecks Sühne einer Blutschuld der Zisterzienserabtei zu Altenberg geschenkt haben.
Nach Mosler und Huck befand Schönrath sich aber schon im Jahr 1210 im Eigentum der Abtei, was es auch bis zu deren Aufhebung im Jahre 1803 im Rahmen der Säkularisation blieb. Mit 773 Morgen war Schönrath zu diesem Zeitpunkt der größte der ihr zugehörenden Höfe, was in der vorausgegangenen Arrondierung durch Zukauf benachbarter (Buchheim, Mülheim, Espen und möglicherweise auch Merheim) begründet liegt. Infolge der französischen Revolution fanden vorübergehend Ordensleute aus dem Linksrheinischen Zuflucht auf Schönrath.
Zunächst lebten dort leyebroders (Laienbrüder) des goitzhuys zom Aldenberge so beispielsweise Pilgryms van Schoenroide, der am 16. Januar 1416 zu Moillenheim (Mülheim) als Geschworener den Verkauf eines Zehnten im Widenbroiche (Weidenbruch im heutigen Köln-Höhenhaus) an Anton von Neuß bestätigte. Schon im 15. Jahrhundert setzte sich die Vergabe des Hofes an Halfen (Pächter) durch.
Zum Zeitpunkt der allgemeinen Aufhebung der Klöster 1803 gehörte Schönrath zum bergischen Amt Porz. Nach Einführung der Verwaltung nach französischem Muster im Großherzogtum Berg war es der Mairie Merheim im Arrondissement Mülheim am Rhein und damit dem Kanton Mülheim zugeordnet. Ab 1815, nachdem bereits die Mairie in Bürgermeisterei Merheim umbenannt war, gehörte Schönrath mit dieser zum Kreis Mülheim am Rhein im Regierungsbezirk Köln. Während dieser Zeit wechselte der Besitz 1827 zu den auf Schloss Stammheim wohnenden Freiherrn und späteren Grafen Fürstenberg zu Stammheim. In dieser Zeit wurde die Hofgemeinschaft Schönrath geteilt und ein eigenständiger solider Hof mit dem Namen Neurath gebaut, gelegen etwa am heutigen Neurather Weg 18 in Köln-Mülheim, mittlerweile abgerissen. Die Eigentümer ließen Schönrath bzw. Schönrath und Neurath stets durch Pächter verwalten.

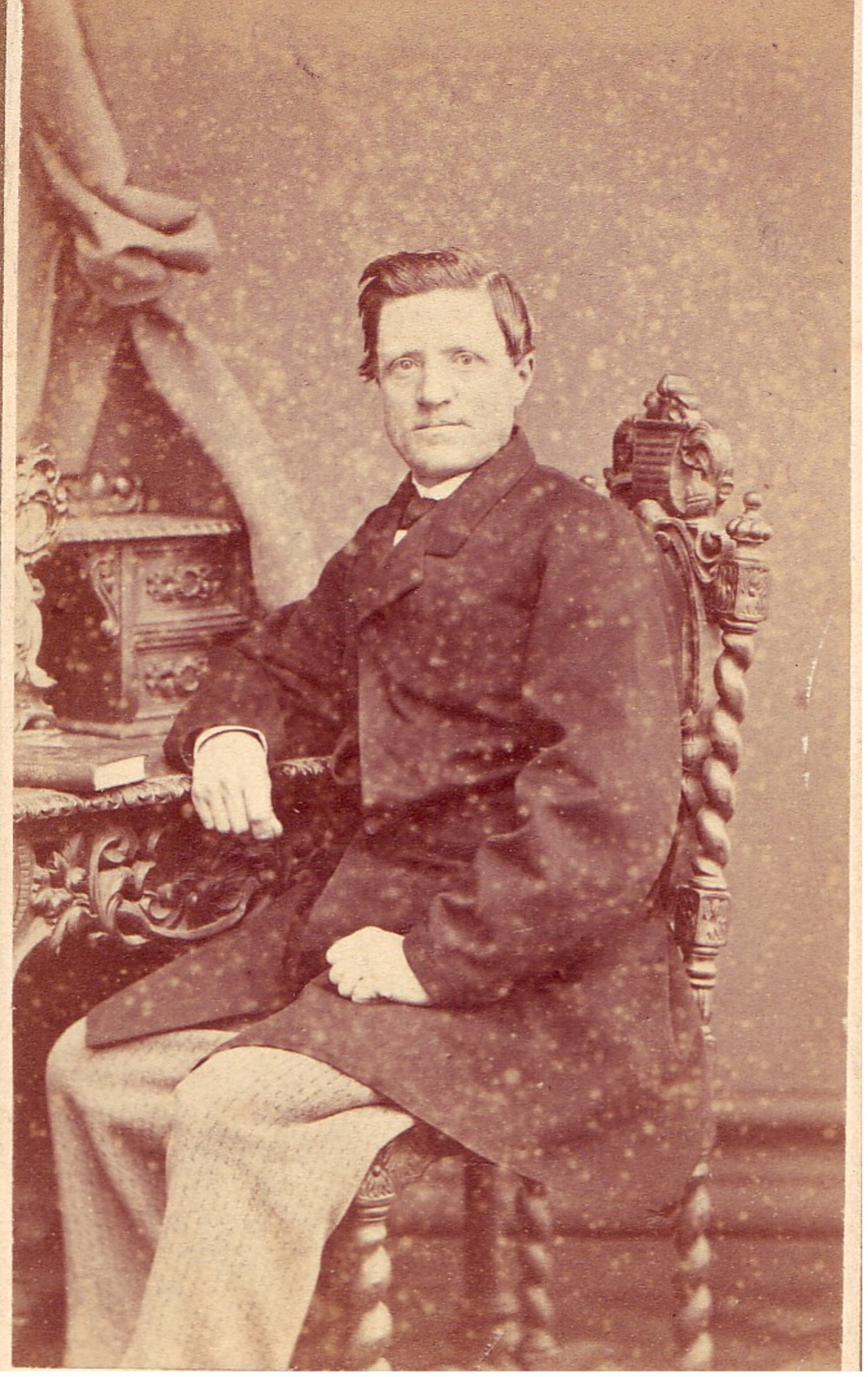
Heinrich Johann Litz (1824–1875)

Der letzte Pächter des klösterlichen Schönrath vor 1803 war Heinrich Rolshoven, dieser nach 1803 weiterhin Pächter des säkularisierten Schönrath, gefolgt von seinem Sohn Johann Rolshoven. Er hatte 1815 in Anna Sibilla Düppes eine Tochter aus Gut Iddelsfeld geheiratet und zog später auf das von ihm neu erbaute, und diesem gegenüberliegende Gut Neufeld in Holweide. Sein Nachfolger auf Schönrath und Neurath wurde die Familie Becker.

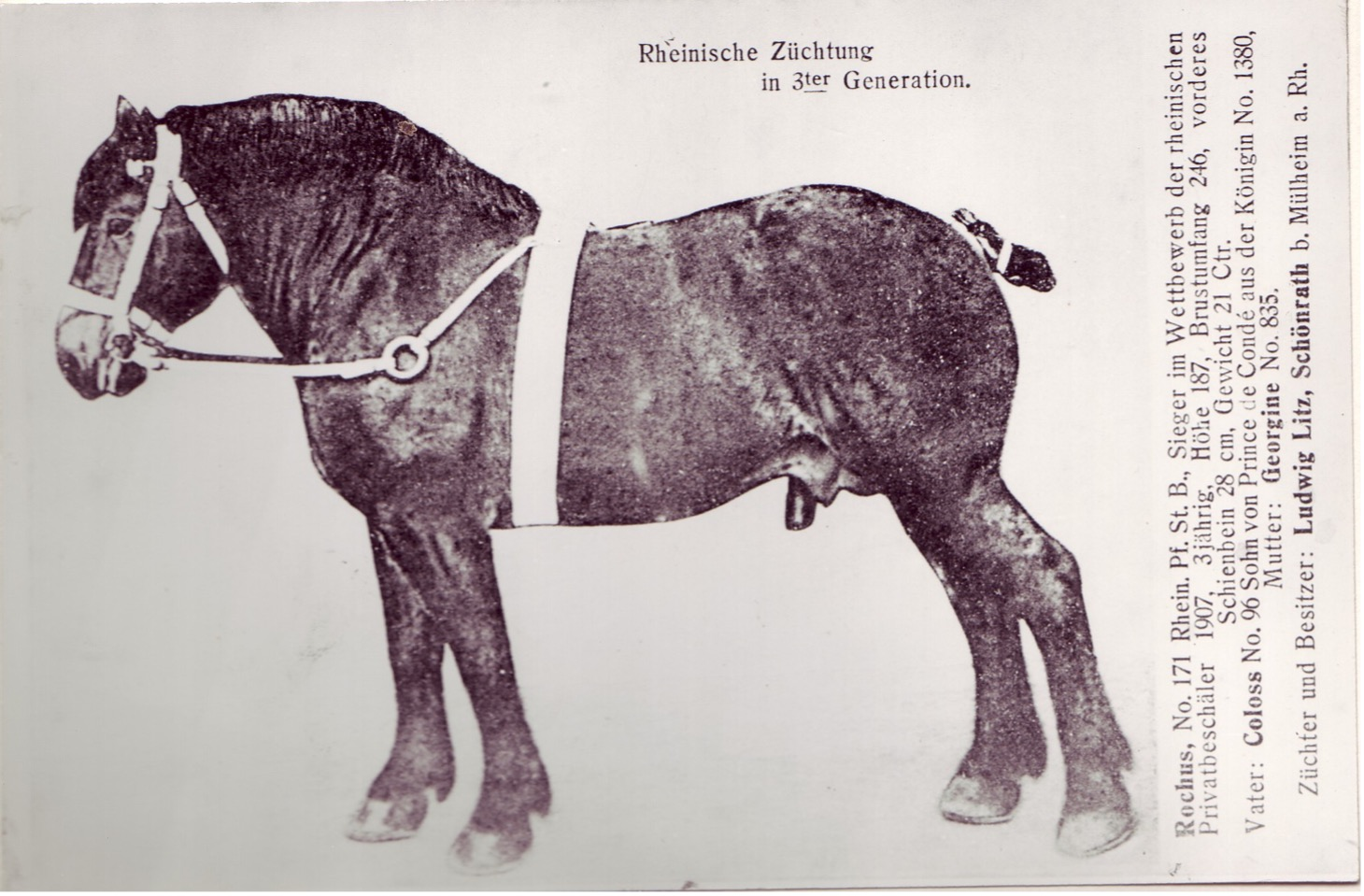
Rochus

Seit 1856 verwaltete Heinrich Johann Litz (1824–1875) zunächst das gräfliche Hofgut Neurath. nach Wegzug der Beckers 1860 übernahm er zusätzlich das Neurath eng benachbarte Hofgut Schönrath. Litz praktizierte Liebigs „Lehre von der Düngung des Bodens“ als erster in der Region, basierend auf Latrinenreinigung in der Stadt Mülheim durch ihn [„Litze Attlerie“]. Wie auch andere Landwirte begann er arbeitsstarke Pferde zu züchten auf der Basis des Belgischen Kaltblutpferds mit dem Ziel eines verbesserten, charakteristisch Rheinischen Typs. Dies erreichte sein Sohn Ludwig Nikolaus Litz. Dieser brachte das Rheinische Kaltblutpferd durch seine Zuchtergebnisse zu Ansehen. Die Schönrath-Neurather Zucht wurde die bedeutendste im Westen des Kaiserreiches.
Nach Ludwig Nikolaus’ Tod führte sein Sohn Ludwig Litz diese Zucht weiter, unterstützt durch seinen Bruder Wilhelm (1892–1973), der die Pferdewirtschaft in Schönrath durch die Zucht von Vollblutpferden abrundete. Die Turfpresse (Sport-Welt) stellte durch Vergleich der relativen Züchterprämien (Züchterprämie/Anzahl Mutterstuten) fest, dass Schönrath neben Gestüt Ravensberg auch die erfolgreichste Zucht von Vollblutpferden im Westen führte.

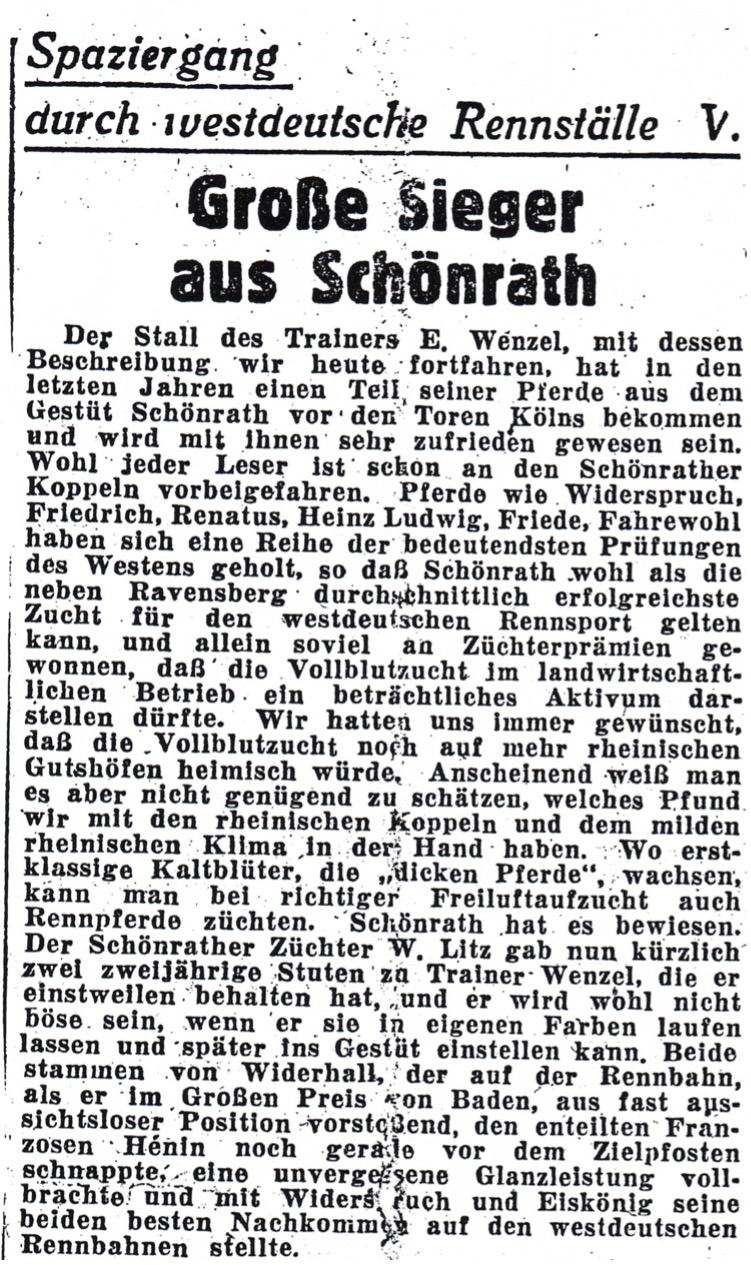
Ausschnitt über aus Sport-Welt 1943: „Große Sieger aus Schönrath“

Im Jahre 1928 kaufte die Stadt Köln Schönrath und Neurath.
Die Pferdezucht endete in Schönrath ziemlich abrupt auf Grund der Vernichtung des Grundstocks der Vollblutpferde zu Anfang 1945 durch einen Blitzschlag. Im Jahr 1974 wurde die Tierhaltung dann gänzlich eingestellt und nur noch Ackerbau (Getreide, Zuckerrüben und Mais) betrieben.
Die Hofanlage wurde am 1. Juli 1980 unter Denkmalschutz gestellt (Nr. 624).

## Beschreibung
Das straßenseitig in Backstein aufgeführte zweigeschossige Wohnhaus von 7:3 Achsen wurde um 1870 unter dem Pächter Heinrich Litz (* 21. Dezember 1824 in Köln; † 13. Juni 1874 auf Schönrath) errichtet, der den Hof seit 1860 betrieb. Die nach Nord-Westen im Halbkreis vorgelagerten eingeschossigen Wirtschaftsgebäude sind ebenfalls aus Backstein aufgeführt.

## Friedhof Schönrather Hof
Der Schönrather Hof ist namensgebend für den nahegelegenen parkähnlicher Friedhof Schönrather Hof, der im September 1967 als Entlastungsfriedhof für die bestehenden Mülheimer Friedhöfe eröffnet wurde. Er wird im Gegensatz zu dem 1904 eröffneten Mülheimer Friedhof auch Neuer Mülheimer Friedhof genannt und liegt zum kleineren Teil im Stadtteil Mülheim, zum größeren Teil in Stammheim.